# الملاذ (رواية لفوكنر)
الملاذ (بالإنجليزية: Sanctuary) هي رواية للمؤلف الأمريكي ويليام فوكنر، الحائز على جائزة نوبل في الاداب سنة 1949،وجائزة بوليتزر سنة 1955 وسنة 1963. نُشِرت لأول مرة في 1931. ترجمها للغة العربية توفيق الأسدي سنة 2017 عن دار المدى للإعلام والثقافة والفنون. تعد من أكثر روايات المؤلف إثارة للجدل بسبب الموضوعات التي تتعامل معها ، لكنها تعتبر الآن تحفة فنية.

## نبذة
تدور أحداث الرواية حول اختطاف فتاة جامعية مهذبة من ولاية ميسيسبي واغتصابها خلال فترة حظر الكحوليات في الولايات المتحدة. تُعد الرواية واحدة من أكثر أعمال فوكنر إثارة للجدل، نظرًا لموضوعها الشائك حول الاغتصاب. ورغم أنها لاقت نجاحًا تجاريًا ونقديًا، ساهمت في تأسيس سمعة فوكنر الأدبية، إلا أن فوكنر نفسه ادّعى لاحقًا أنها "تأليف رديء" وكتبها فقط لأغراض ربحية، وهو ما ناقشه بعض المؤرخين وأصدقاء الكاتب.

## الحبكة
تدور أحداث الرواية في مقاطعة يوكناباتا الخيالية في ولاية فولكنر، ميسيسبّي، وتجري أحداثها في مارس/يونيو 1929.
في مارس 1929، هوراس بنباو، وهو محامٍ محبط من حياته وعائلته، يترك منزله في كينستون، ميسيسبّي بشكل مفاجئ، ويتجول عائدا إلى جيفيرسون، وهي مسقط رأسه في مقاطعة يوكناباتا. هناك، تعيش أخته الأرملة نارسيسا سارتوريس مع ابنها وعمة زوجها المتوفى، الآنسة جيني. في طريقه إلى جيفيرسون، يتوقف ليشرب الماء بالقرب من مسكن «رجل فرنسي مُسن»، يقيم فيه بائع الخمور لي غودوين. يُصادف بينباو رجلًا منحوسًا يُدعى بوبّاي، مساعد غودوين، يأخذه إلى قصر بالٍ حيث يلتقي بغودوين والناس الغرباء الذين يعيشون هناك معه. لاحقًا في تلك الليلة، يستقل بينباو سيارة من منزل غودوين إلى جيفيرسون. يتناقش مع أخته والآنسة جيني حول ترك زوجته، ويلتقي بغوان ستيفنز، وهو شخص أعزب من المنطقة كان يتودد إلى نارسيسا مؤخرًا. تلك الليلة، يرجع بينباو إلى منزل والديه، الذي كان شاغرا لسنوات.
بعد لقائه مع بينباو، يغادر ستيفن ليذهب لحفلة راقصة في أوكسفورد في نفس تلك الليلة. كان ستيفنز قد عاد إلى جيفرسون بعد التخرج من الجامعة في فرجينيا، حيث «تعلَّم كيف يشرب مثل رجل نبيل». هو من عائلة ثرية ويفتخر بتبنيه الرؤية العالمية لأرستقراطية فرجينيا. كانت رفيقته في تلك الليلة هي تيمبّل دريك، وهي طالبة من جامعة ميسيسبي («أوله ميس»)، والتي لديها سمعة بأنها «فتاة سريعة». تنحدر تيمبّل أيضًا من عائلة ثرية من ميسيسبّي وهي ابنة قاضٍ متنفذ. وقتما هما في الخارج، يضع غوان وتيمبّل خططًا لكي يلتقيا في الصباح التالي للسفر برفقة زملاء دراستها إلى ستاركفّيل لمباراة بيسبول. ولكن، بعد توصيل تيمبّل إلى منزلها بعد الحفلة الراقصة، يعلم غوان من سكان المنطقة أين يمكنه إيجاد المشروبات الكحولية الممنوعة، و يُمضي الليلة يشرب بكثرة. يغيب عن الوعي في سيارته في محطة قطار حيث من المفترض أن يلتقي بتيمبّل في الصباح التالي.
يستيقظ غوان في الصباح التالي ليكتشف أن قطار تيمبّل فاته. يسرع إلى البلدة التالية ليلحق موعده، ويلتقي بتيمبّل في تايلور، و يقنعها بالركوب معه إلى ستاركفّيل، مخالفة لقوانين الجامعة بالنسبة للنساء الشابات. على الطريق، يظل غوان في حالة سكر، وهو مدمن كحول بشكل واضح، يقرر التوقف عند منزل غودوين للبحث عن المزيد من المشروبات الكحولية. يصدم سيارته بشجرة كان بوبّاي قد قطَّعها على طول الطريق في حالة مداهمة للشرطة. بوبّاي وتومي، وهو شخص لطيفٌ «مُعاق عقليًا» يعمل لصالح غودوين، صادف كونهما قريبين عند حدوث الحادث، ويعودان بتيمبّل وغوان إلى القصر القديم. تيمبّل مرعوبة، بسبب كل من سلوك غوان والناس والظروف الغريبة التي جلبتها إليهم. عند الوصول إلى منزل غودوين، تلتقي بزوجة غودوين العرفية، روبي، التي تنصحها بالرحيل قبل حلول الليل. يعطي غوان المزيد من الكحول ليشرب.

## الشخصيات
تكون القصة من ثلاث شخصيات رئيسية: ‏
- ‏تمبل دريك، طالب جامعي مراهق. ينتمي تمبل إلى عائلة ثرية في ولاية ميسيسيبي وهي ابنة قاض قوي. من بين زملائها في الجامعة تعتبر فتاة ذات عادات ليبرالية. ‏

- ‏المحامي هوراس بينباو، الذي ترك زوجته وابنته للعودة إلى منزله الأصلي في جيفرسون ، حيث تعيش أخته نارسيسا سارتوريس ، التي كانت أرملة. بينبو محام حسن النية ولكنه غير قادر. بطريقة ما ، هو ممثل الخير. ‏

- ‏بوباي، بلطجي عاجز جنسيا ، تاجر كحول غير قانوني، عنيف وشرير وقاتل.

## الانتقادات والاراء
تلقت الروايات مجموعة من الانتقادات والدراسات وصفها أندريه مالرو أنها اختراق المأساة اليونانية للقصة البوليسية.

## التأثير
لقد أسست الرواية لعدد من الأعمال المشتقة، بما في ذلك الفيلم الأمريكي "قصة تيمبّل دريك" عام 1933 من إخراج ستيفن روبرتس، بطولة ‏‏ميريام هوبكنز‏‏ ‏‏وويليام جارجان.‏
والفيلم الأمريكي "الملاذ" عام 1961من إخراج ‏‏توني ريتشاردسون، بطولة ‏‏لي ريميك‏‏ ‏‏وإيف مونتان.
كما ألهمت أيضًا رواية "لا أوركيدات للآنسة بلانديش" وفيلم يحمل نفس العنوان، بالإضافة إلى فيلم "عصابة غريسوم" الذي استلهم من رواية "لا أوركيدات للآنسة بلانديش". أيضًا، يمكن العثور على قصة الرواية في فيلم "كارغو 200" لعام 2007.
في وقت لاحق، كتب فوكنر "ترتيلة جنائزية لراهبة" عام 1951 كـ تتمة لرواية "الملاذ".